# Michele Gamba (direttore d'orchestra)
Michele Gamba (Milano, 11 aprile 1983) è un direttore d'orchestra e pianista italiano.

## Biografia
Direttore d’orchestra e pianista, Michele Gamba ha studiato Pianoforte e Composizione al Conservatorio Giuseppe Verdi e si è laureato in Filosofia all’Università Statale di Milano, sua città natale. Ha seguito contemporaneamente i corsi di Maria Tipo alla Scuola di Musica di Fiesole; ha studiato Musica da Camera e Direzione d’Orchestra alla Musikhochschule di Vienna, all’Accademia Chigiana di Siena e alla Royal Academy di Londra.
Debutta come direttore d’orchestra a Londra nel 2009 con Octandre di Varèse.
Dirige successivamente al Royal Opera House Covent Garden, al Capitole de Toulouse, la Staatsoper e la Deutsche Oper di Berlino, il Sao Carlos di Lisbona, il Teatro alla Scala di Milano.
È ospite di importanti orchestre sinfoniche: Orchestra Sinfonica Nazionale della Rai, Tokyo Symphony Orchestra, Orchestra del Maggio Musicale Fiorentino, Duisburger Philharmoniker.
Assiduo camerista, continua ad esibirsi al pianoforte al fianco di importanti artisti, come: Radovan Vlatković, Markus Werba, Martina Rudić, Marco Rizzi.
Molto attivo nell’ambito della musica contemporanea, ha diretto diverse prime assolute ed italiane di autori come: Thomas Adès, Luca Francesconi, Fabio Vacchi, Rebecca Saunders.
Ha inciso per: Dynamic, Stradivarius, Orfeo. Terminati gli studi, Michele Gamba è stato invitato giovanissimo da Sir Antonio Pappano presso il Covent Garden di Londra in qualità di suo assistente e Jette Parker Associate Conductor .
Nel 2012 dirige al Royal Opera House "Bastien und Bastienne" di Mozart, i "Folk Songs" di Berio ed estratti da "Evgeni Onegin" di Tchaikovsky,  "Così fan tutte" di Mozart e "Les pecheurs de perles" di Bizet.
Nel 2015 è invitato da Daniel Barenboim come Kapellmeister e suo Assistente alla Staatsoper di Berlino  in numerose produzioni tra le quali "Juliette" di Martinu ed il "Ring" di Wagner. Nello stesso anno ha diretto alla Staatsoper "Le Nozze di Figaro" in una nuova produzione di Jürgen Flimm.
Nel 2018 dirige all'Opèra de Strasbourg una nuova produzione de "Il barbiere di Siviglia", quindi torna a Berlino per il "Rigoletto", alla Deutsche Oper.
Nel 2019 è al Teatro alla Scala di Milano per dirigere "L'elisir d'amore"*  con le scene di Tullio Pericoli.
In campo sinfonico ha diretto numerose orchestre nazionali ed internazionali tra le quali Orchestre National du Capitole de Toulouse, Orchestra Nazionale della RAI , Maggio Musicale Fiorentino, Orchestre National de Montpellier , Divertimento Ensemble , National Youth Orchestra of Italy, Duisburger Philharmoniker, La Verdi Orchestra of Milan, Tokyo Symphony Orchestra.
In qualità di pianista è stato ospite tra l’altro della Wigmore Hall, del Gasteig di Monaco di Baviera e della Società del Quartetto di Milano.
Nel 2022 dirige "Madina" al Teatro alla Scala di Milano, prima assoluta di Fabio Vacchi. Nello stesso teatro, per la regia di Mario Martone, dirige Rigoletto dal 20 giugno all'11 luglio 2022. Sempre nel 2022 dirige Turandot al Festival Puccini di Torre del Lago per la regia di Daniele Abbado.
Ha partecipato alla raccolta di scritti "Il senso del respiro", edito da Castelvecchi, che raccoglie riflessioni di diversi esponenti del mondo culturale sulle relazioni tra le diverse forme d'arte ed il respiro. 
Dal 2024 è Direttore musicale del Cantiere Internazionale d'Arte di Montepulciano, dove dirige l'opera "El Retablo de Maese Pedro" diretta dal collettivo Leone d'Argento Anagoor e vari concerti, tra i quali quelli per pianoforte ed organo di Mozart.

## Discografia
- 2021 - DONIZETTI, G. / VERDI, G.:  Opera Arias (Fahima, Vienna Radio Simphony, Gamba) (Orfeo)
- 2021 - Correspondences Performer Martina Rudich/ Michele Gamba  Composer: Sebastian Bach / Luciano Berio / Pierre Boulez (Stradivarius)

## DVD
- 2021 - DONIZETTI, G.: Linda di Chamounix, (Opera) (Maggio Musicale Fiorentino, 2021) Michele Gamba Conducotor  (Dynamic)

## Libri
- 2020 - Il senso del respiro a cura di Luciano Minerva e Ilaria Drago (Castelvecchi Editore)